# Богиња на трону
Богиња на трону је фигурина од теракоте пронађена на локалитету Предионица, код Приштине, 1956. године за време археолошких радова стручњака београдског Народног музеја, које је предводио кустос Радослав Галовић. Реч је о добро очуваном примерку неолитске ситне пластике винчанске културе (висока 18,5 цм), који је настао четири миленијума пре Христа. Поверена је тада Музеју Косова и Метохије на чување. Због своје вредности, деценијама је на његовом логотипу као заштитни знак ове институције. У време бомбардовања СР Југославије, 1999. године, она је била део изложбе коју је организовала САНУ „Археолошко благо Косова и Метохије“, тако је након доласка међународних снага на Косово и Метохију остала у београдском Народном музеју, где је требало да буде још кад је пронађена.
Но, убрзо је постала предмет политичких манипулација. Фигурину, 30. маја 2002. године, из Народног музеја у Београду узима тадашњи гувернер Косова и Метохије Михаил Штајнер, у пратњи председника Координационог центра за Косово и Метохију Небојше Човића и помоћника министра за културу Јована Деспотовића и односи у Приштину. О томе Човић, између осталог, говори на седници Савета безбедности Уједињених нација, 30. јула 2002. године, образлажући овај чин жељом да се одобровоље Албанци пред разговоре са Србијом о статусу Косова и Метохије. Директор Музеја у Приштини Бранко Јокић и директор Народног музеја у Београду академик Никола Тасић о овом чину нису на адекватан начин известили јавност и надлежне институције чија је дужност чување и заштита свега што је у власништву Републике Србије.
Фигурина је у Приштини дочекана са слављем, уз директан телевизијски пренос, начињена јој је и посебна витрина у холу Музеја Косова у Приштини. Она је искоришћена да потврди тезу албанских археолога да су „Албанци најстарији становници Балкана“. Опипљиви доказ тезе о њиховом наводном илирском пореклу. Тако је одједном постала симбол културног идентитета Албанаца и названа „Илирском краљицом“. 